# 印第安萊克鎮區 (明尼蘇達州諾布爾斯縣)
印第安萊克鎮區（英語：Indian Lake Township）是位於美國明尼蘇達州諾布爾斯縣的一個行政鎮區。

## 地方資料
印第安萊克鎮區的面積為90.49平方千米，當中陸地面積為86.98平方千米，而水域面積為3.51平方千米。根據2020年美國人口普查的數據，當地共有人口216人，而人口密度為每平方千米2.39人。